# القبة (غرفة)

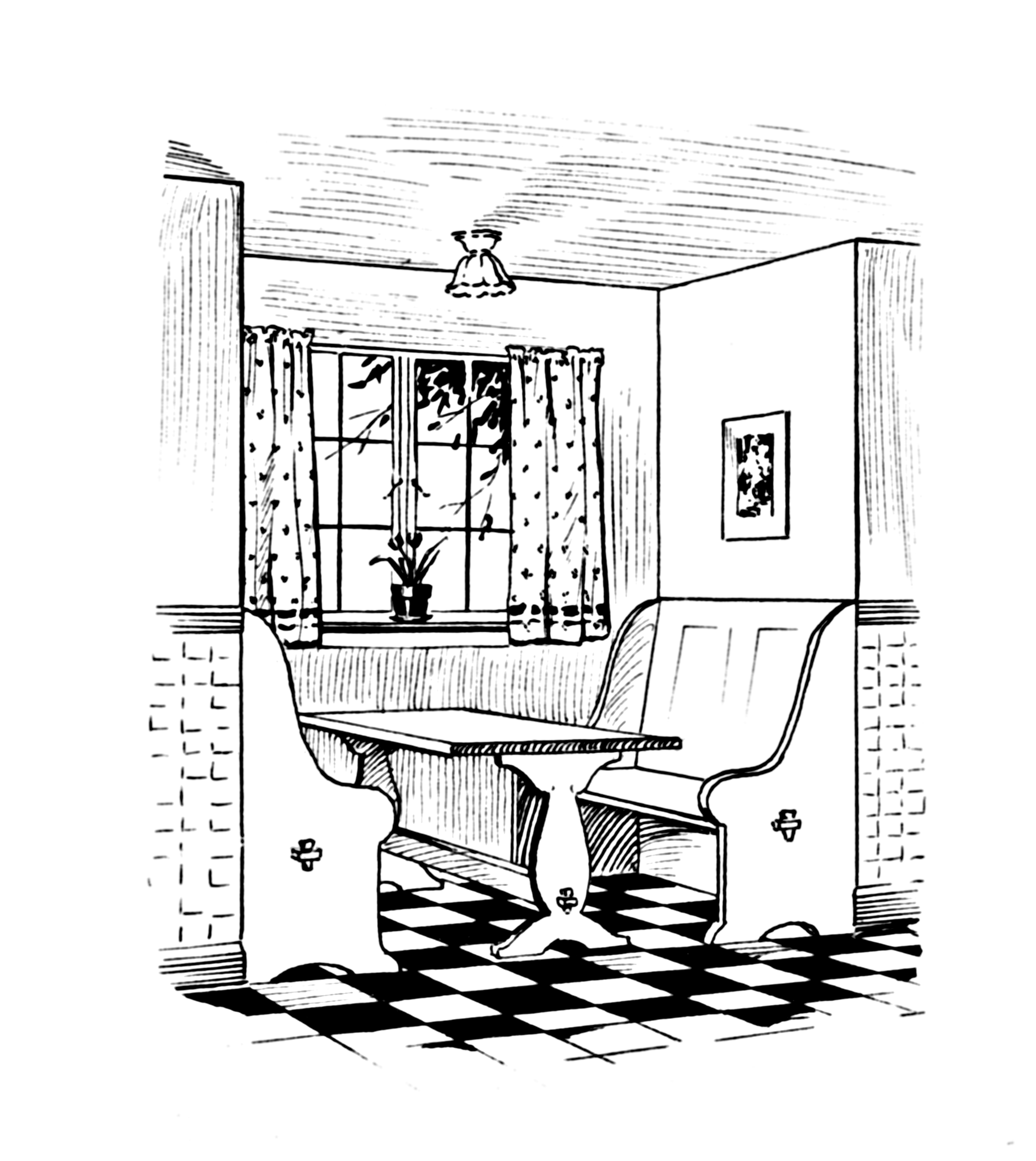
رسم للقبة.

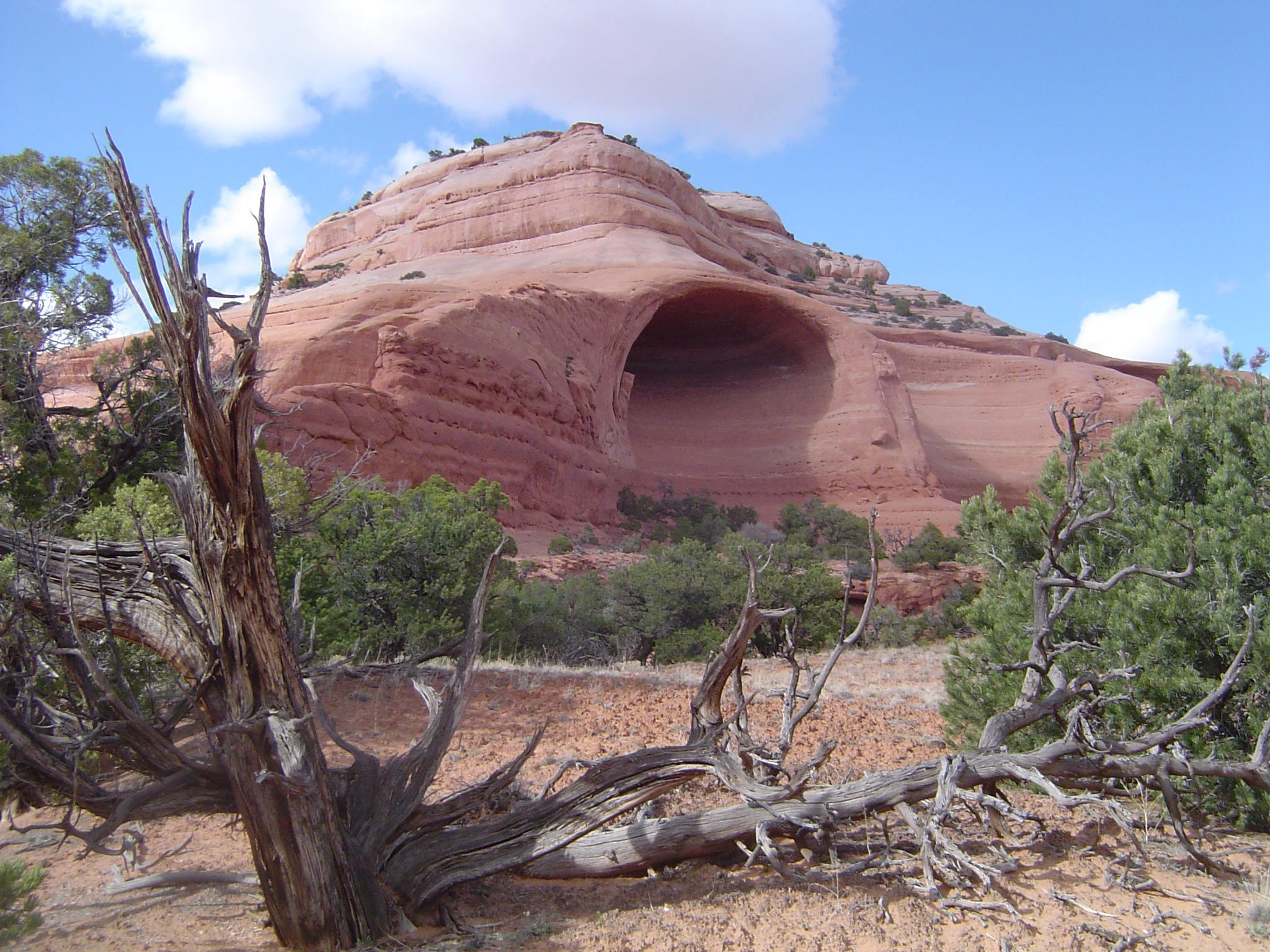
قبة مصنوعة من الحجر الرملي بالقرب من مواب (يوتا)

القبة وهي مصطلح هندسي يطلع على التجويف في الغرفة وعادةً مايكون مفصولاً بواسطة أعمدة، درابزين، أقمشة الأثاث.
في الجغرافيا و الجيولوجيا، القبة تستعمل لوصف منخفض في جانب جرف تمت تعريته بواسطة رياح لصخور متجانسة. والأشهر حجر رملي لهضبة كولورادو.